# Hé Mademoiselle
 (février 2024).
Pour plus de détails, voir Fiche technique et Distribution.
Hé Mademoiselle est un court métrage produit par l'École supérieure des métiers artistiques en 2015, réalisé par Claire Bataille, Victor Dulon, Pierre Herzig, Gaël Lang, et Léa Parker.

## Synopsis
Hé Mademoiselle suit une jeune femme, qui parcourt les rues de Paris. Son cheminement est sans cesse interrompu par les assauts des hommes qu'elle rencontre.

## Fiche technique
- Titre original : Hé Mademoiselle
- Réalisation : Claire Bataille, Victor Dulon, Pierre Herzig, Gaël Lang et Léa Parker
- Scénario : Claire Bataille, Victor Dulon, Pierre Herzig, Gaël Lang et Léa Parker
- Musique : Julien Bellanger
- Enregistrement : Studio des Aviateurs
- Mixage : Studio des Aviateurs
- Langue originale : français
- Technique : animation
- Durée : 5 min 29 sec
- Sortie : 2015

## Distribution
- Marie Desprez
- Thibault Cohade
- Julien Bellanger
- Romain Camiolo
- Erwann Chandon

## Réception
En 2016, du fait de son caractère dénonciateur, le court-métrage connaît un intérêt certain de la part de la presse nationale, et notamment féminine,,, et sur les réseaux sociaux.[réf. nécessaire]

## Distinctions

### Récompense
- Prix du jury au Festival Polycule, Bruxelles, 2016

### Sélections
- Multivision Film Festival (Saint Petersbourg)
- Sélection au Multivision Festival, Main Competition
- 17e édition du Festival du Premier Court-Métrage – Pontault-Combault